# Forțele Aeriene Regale ale Țărilor de Jos

Cocarda Koninklijke Luchtmacht

Forțele Aeriene Regale ale Olandei (neerlandeză Koninklijke Luchtmacht, abreviat KLu) reprezintă arma aviției în Armata Regală a Olandei.  Predecesoarea ei din Armata Olandei, Luchtvaartafdeling, a fost fondată în 1 iulie 1913, iar la origine avea doar patru piloți.

## Istoric

### Începutul — 1913

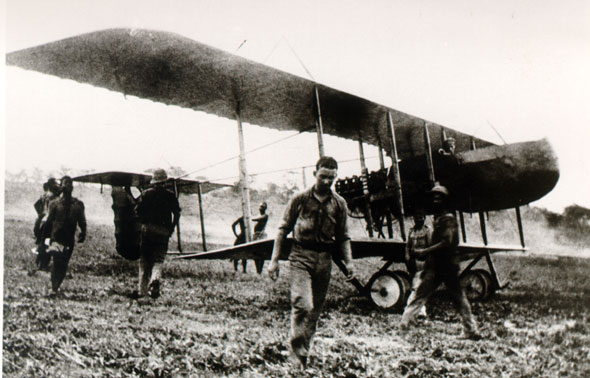
Avion Farman F-40

Forțele Aeriene Regale ale Țărilor de Jos devine cea mai nouă parte operațională din Forțele Armate ale Olandei, care constau din patru părți operaționale autonome: marina, armata terestră, forțele aeriene și poliția militară.
Inițial, Olanda avea Grupul Armei Aviației (neerlandeză Luchtvaartafdeeling sau abreviat LVA) fondat în 1913, la aerodromul Soesterberg (neerlandeză vliegbasis Soesterberg).  În 1913 LVA avea în dotare doar un singur avion: de Brik. După câteva luni au fost comandate trei avione Farman fabricate în Franța. Cum însă aceste avioane deveniseră rapid depășite, guvernul olandez a comandat în locul lor mai multe avioane de vânătoare și de recunoaștere Nieuport și Caudron.

### 1914–1918 Primul Război Mondial
Guvernul Olandei a avut o poziție neutră în timpul Primului Război Mondial, astfel LVA nu a luat parte la nicio operațiune. 